# Kuwanaspis multipora
Kuwanaspis multipora är en insektsart som beskrevs av Tang 1986. Kuwanaspis multipora ingår i släktet Kuwanaspis och familjen pansarsköldlöss. Inga underarter finns listade i Catalogue of Life.